# Polylobé
L'adjectif polylobé est un néologisme s'appliquant à des feuilles (botanique) ou à des arcs (architecture) présentant plusieurs lobes.

## Utilisations en architecture
- Arc polylobé
- Arc polylobé brisé
- Arc à archivolte polylobée.